# Дзелада, Франческо Саверио де
Франческо Саверио де Дзелада (итал. Francesco Saverio de Zelada; 27 августа 1717, Рим, Папская область — 19 декабря 1801, там же) — итальянский куриальный кардинал. Титулярный архиепископ Петры в Палестине с 23 декабря 1766 по 26 апреля 1773. Секретарь Священной конгрегации Тридентского собора с 26 сентября 1766 по 19 апреля 1773. Библиотекарь Святой Римской Церкви с 15 декабря 1779 по 19 декабря 1801. Камерленго Священной Коллегии кардиналов с 17 февраля 1783 по 25 июня 1784. Великий пенитенциарий с 8 сентября 1788 по 19 декабря 1801. Государственный секретарь Святого Престола и Префект Священной Конгрегации Священной Консульты с 14 октября 1789 по 10 февраля 1796. Архипресвитер патриаршей Латеранской базилики с 1781 по 1801. Архипресвитер патриаршей Либерийской базилики с 1800 по 1801. Кардинал-священник с 19 апреля 1773, с титулом церкви Санти-Сильвестро-э-Мартино-ай-Монти с 26 апреля 1773 по 17 июня 1793, in commendam с 17 июня 1793 по 19 декабря 1801. Кардинал-священник с титулом церкви Санта-Прасседе с 17 июня 1793 по 19 декабря 1801.